# Parascylliidae
Gli squali tappeto dal collare (Parascylliidae Gill, 1862) sono una famiglia di squali.

## Etimologia
Il nome deriva dal Greco para (il lato di) + skylla (uno squalo).

## Areale
Vivono nelle acque poco profonde all'interno della fasce temperata e tropicale dell'Oceano Pacifico occidentale.

## Aspetto
Sono relativamente piccoli: le specie più grandi raggiungono una lunghezza massima di 91 cm in età adulta. Hanno corpi allungati ed affusolati. Gli occhi assomigliano a quelli di un gatto e presentano la membrana nittitante. Sono dotati di barbigli sul mento. La pinna caudale è caratterizzata da un lobo superiore che non supera di molto l'asse del corpo, da un accentuato lobo terminale con tacca subterminale ed infine dall'assenza di un lobo ventrale.

## Alimentazione
La loro alimentazione non è del tutto nota, ma probabilmente si nutrono di piccoli pesci, crostacei ed altri invertebrati dei fondali.

## Tassonomia
Si conoscono 8 specie divise in 2 generi:
- Genere Cirrhoscyllium Smith & Radcliffe in Smith , 1913
  - Cirrhoscyllium expolitum Smith & Radcliffe, 1913 [4]
  - Cirrhoscyllium formosanum Teng, 1959 [5]
  - Cirrhoscyllium japonicum Kamohara, 1943 [6]
- Genere Parascyllium Gill , 1862
  - Parascyllium collare Ramsay & Ogilby, 1888 [7]
  - Parascyllium elongatum Last & Stevens, 2008 [8]
  - Parascyllium ferrugineum McCulloch, 1911 [6]
  - Parascyllium sparsimaculatum Goto & Last, 2002 [9]
  - Parascyllium variolatum (Duméril, 1853) [10]